# Zoltan Sabo
Zoltan Sabo (en húngaro: Szabó Zoltán, Belgrado, 26 de mayo de 1972-15 de diciembre de 2020) fue un futbolista serbio de origen húngaro, que se desempeñaba como defensa.

## Carrera deportiva
Jugó para clubes como el Hajduk Kula, Vojvodina Novi Sad, Partizán de Belgrado, Avispa Fukuoka, Zalaegerszegi TE y AEK Larnaca.

## Trayectoria

### Clubes
| Club                    | País          | Año         |
| ----------------------- | ------------- | ----------- |
| Hajduk Kula             | Yugoslavia    | 1991 - 1992 |
| Vojvodina Novi Sad      | Serbia        | 1992 - 1996 |
| Partizán de Belgrado    | Serbia        | 1996 - 2000 |
| Suwon Samsung Bluewings | Corea del Sur | 2000 - 2002 |
| Avispa Fukuoka          | Japón         | 2002        |
| Zalaegerszegi TE        | Hungría       | 2003        |
| AEK Larnaca             | Chipre        | 2003 - 2004 |